# Administrația descentralizată a Epirului și Macedoniei de Vest
Administrația descentralizată a Epirului și Macedoniei de Vest (în greacă modernă Αποκεντρωμένη Διοίκηση Ηπείρου – Δυτικής Μακεδονίας) este una dintre cele șapte administrații descentralizate ale Greciei, formată din periferiile (regiunile) Epirului și Macedoniei de Vest. Având sediul în Ioannina, Epir, este condusă în prezent de secretarul general interimar Vasileios Michelakis.

## Formare și sarcini
Administrațiile descentralizate din Grecia au fost create în luna ianuarie 2011 ca parte a unei reforme ample a structurii administrative a țării, reforma Kallikratis (prin legea 3852/2010).
Acestea au autonomie administrativă, dar și financiară și exercită competențe de stat descentralizat în domeniul planificării urbane, politicii energetice și de mediu, silviculturii, migrației și cetățeniei. În afară de aceasta, autonomiile administrative elene au sarcina de a supraveghea organismele de  autoguvernare de nivelul I și II: comunele și regiunile, în acest caz cele 30 de comune din Epir și Macedonia de Vest, și cele două regiuni în sine.

## Caracteristici
Epirul și Macedonia de Vest are o suprafață de 18.654 kilometri pătrați (7.202 mi2), ceea ce o face o autonomie administrativă cu suprafață medie. Cu o populație totală de 620,545 de locuitori, este una dintre cele mai puțin populate dintre cele șapte administrații descentralizate din Grecia, a doua după Administrația Descentralizată a Mării Egee.
În nomenclatura europeană revizuită NUTS⁠(d), regiunile Epir și Macedonia de Vest, împreună cu cele două regiuni ale Administrației descentralizate a Macedoniei și Traciei, formează regiunea NUTS de primul nivel EL5 (Voreia Ellada, Nordul Greciei).

## Secretar general
Administrația descentralizată este condusă de către un secretar general (Γενικός Γραμματέας) care este numit sau demis printr-o decizie a Consiliului de Miniștri, la cererea ministrului grec de interne  și, prin urmare, este considerat reprezentantul superior al guvernului național în aceste regiuni. Secretarul general este asistat de un consiliu consultativ format din guvernatorii regionali și reprezentanții comunelor.
În urma victoriei electorale a partidului politic de stânga-radicală Syriza din ianuarie 2015, noul ministru de interne, Nikos Voutsis⁠(d), a afirmat că administrațiile descentralizate vor fi desființate, iar puterile acestora vor fi transferate regiunilor. Până la oficializarea acestei reforme, și întrucât secretarii generali numiți de administrația anterioară au demisionat la 2 februarie, administrațiile descentralizate sunt conduse de înalții funcționari publici în calitate de secretari generali interimari.
Actualul secretar general interimar este Vasileios Michelakis.

### Lista secretarilor generali
De la înființarea sa în 2011, au fost numiți următorii secretari generali:
- Dimitra Georgakopoulou-Basta, ianuarie 2011 – august 2012
- Ilias Theodoridis, august 2012 – august 2013
- Eftaxa Basiliki, august 2013 – februarie 2015
- Vasileios Michelakis, din februarie 2015